# Concurs de castells de Vilafranca 1935
El Concurs de castells de Vilafranca 1935 o Concurs de Xiquets com apareixia en el programa, és el concurs de castells que se celebrà a Vilafranca del Penedès el 30 d'agost de 1935. En realitat, es tractà de la tradicional diada de Sant Fèlix de la Festa Major de Vilafranca del Penedès, organitzada en forma de concurs.
Les bases d'aquest concurs quedaren ocultes als arxius durant anys, fet pel que sovint s'ha considerat que no es tractava realment d'un concurs, però els historiadors castellers Pere Ferrando i Salvador Arroyo els descobriren al públic l'any 1997. En aquelles bases s'especifica quins castells puntuarien (tan sols ho feien el 3 de 8, el 4 de 8, el 2 de 7 i el pilar de 6); el valor de cada castell, 10 punts pel 3 de 8 i el pilar de 6 i 8 punts pel 4 de 8 i el 2 de 7; el castells puntuarien en ser carregats, però sumarien 2 punts en cas de ser descarregats; el premi del guanyador s'establí en 500 pessetes; la presència d'un jurat, la decisió del qual era inapel·lable.
La Colla Nova dels Xiquets de Valls es presentava novament com la màxima favorita a aquest concurs, més encara si es té en compte que havia aconseguit carregar el 3 de 8 l'any anterior. La Vella de Valls venia en canvi d'actuar a l'Arboç, fracassant en els seus intents de 4 de 8 i de 2 de 7. Els Xiquets del Vendrell, antiga colla dels Mirons del Vendrell, competiren amb les colles vallenques, assolint la segona posició gràcies al seu primer i esperat 4 de 8 carregat.
En el decurs de l'actuació, la Colla Nova dels Xiquets de Valls en tingué prou descarregant els castells que portava en cartera: el 4 de 8 i el 2 de 7. Els vendrellencs només pogueren carregar el 4 de 8, de manera que malgrat descarregar el 2 de 7, intentaren sense èxit un pilar de 6 per superar la Nova. Per la seva banda, la Colla Vella dels Xiquets de Valls no se'n sortí amb els intents dels mateixos castells, ni tan sols del 5 de 7, havent-se de conformar amb el 3 de 7 aixecat per sota.

## Colles participants, castells assolits i puntuació
| Colla Nova dels Xiquets de Valls  | 4de8, 2de7, pde5                       | 24 punts |
| Xiquets del Vendrell              | 4de8(c), 2de7, pde6(i), pde5           | 22 punts |
| Colla Vella dels Xiquets de Valls | 4de8(i), 2de7(i), 5de7(i), 3de7s, pde5 | 0 punts  |